# 엄상현
엄상현(嚴祥鉉, 1971년 12월 29일 ~ )은 대한민국의 성우로, 1998년 교육방송 성우극회 공채 17기로 입사했다. 

## 주요 출연작품

### 애니(EBS)
- 베이블레이드 버스트 진검 - 호프
- 4학년 2반 아이들 - 도서관 사서
- 강철소방대 파이어로보 - 강이안
- 개구리와 친구들 - 쥐
- 고민 있어요 하나 아줌마 - 오언
- 고양이 탐정 허클 - 삐뽀
- 곤 - 알포, 스피드킹, 쿠우, 테무
- 곰돌이와 비키의 모험 - 보스
- 구두신고 꼬까꼬까
- 그리스 로마 신화 전설의 수호자들 - 에피메테우스
- 기사 제인과 말썽꾸러기 용 - 제스터
- 기사 피핀의 천한 가지 모험 - 조시
- 꼬마 히어로 슈퍼잭 - 톰(아빠)
- 꼬마버스 타요 - 로기 / 패트(어린 시절도 같은 성우) / 샤인 / 윈디
- 꼬마유령 사총사 - 막막 아저씨
- 꼬마음악가 모차르트
- 꼬마천사 지지 - 고양이
- 꿀꿀! 페파는 즐거워 - 할아버지
- 날아라! 특공대 - 알렉스
- 내 친구 아서 - 래트번
- 네모네모 스펀지 송 - 띨띠 및 기타 단역들
- 노디야 놀자 - 벙벙이 / 깔깔이
- 노마는 평범해 - 할아버지
- 놀이터 구조대, 뽀잉 - 기니 시장
- 늘코의 참 큰 세상 - 징징
- 니코의 세상 - 루이스
- 냉장고 나라 코코몽 - 복제화 로봇 강아지, 먼지팡
- 레고 닌자고 - 제이
- 레인보우 버블젬 - 핑크스타
- 단짝친구 바리와 뭉치 - 바리
- 달려라 카카 - 크리스
- 당근소년 헨리 - 얼 / 붐붐
- 도라도라 영어나라 - 백팩 / 스와이퍼
- 도와줘요! 코알라 형제 - 버스터
- 두다다쿵 - 스캣
- 또롱이는 멋져! - 아빠
- 또또바를 찾아라 - 또또바
- 뚜바뚜바 눈보리 - 퐁디보리
- 뚝딱뚝딱 밥 아저씨 - 우람이
- 뚱보기사 보리와 모리 - 보리
- 띠띠뽀 띠띠뽀 - 허브, 로기
- 레이의 우주 대모험 - 레이
- 레카 - 도리 / 아바 / 불도깨비 첫째
- 로보카폴리 - 폴리 / 레키 / 머스티 / 테리
- 로보카폴리 쏭쏭뮤지엄 - 폴리
- 로이와 함께하는 소방안전 이야기, 엠버와 함께하는 생활안전 이야기 - 폴리 / 로버트
- 로켓보이 - 시커멍
- 루시의 꿈나라 이야기 - 기글 / 제드
- 리아의 수학놀이 - 뚱이 / 아빠
- 리틀 피플 - 제드 / 싱글 / 밥 / 선장
- 마법의 책과 역사 탐험대 - 조
- 마이너리그 - 배리 / 데이브 메이븐 / 빅 트리
- 알쏭달쏭 호기심 마을 - 블루터
- 매기와 환상의 나라로 - 루디 / 젤리1
- 매콤한 가족 - 사비
- 모피와 친구들 - 케리
- 모험왕 장보고 - 장보고 / 김제륭
- 몬스터 트럭 메테오 - 쿰쿰
- 몬카트 - 죠크 경
- 뭐하니, 패즈? - 아빠
- 미라큘러스: 레이디버그와 블랙캣 - 킴(조연), 미스터 피죤(1기 5화'비둘기 신사의 역습 ' 편), 다크 큐피트(1기 10화'큐피트의 화살' 편), 잘릴 꿉델의 아버지(1기 7화 '파라오의 여인' 편)
- 미술탐험대 - 패로
- 미스 스파이더와 개구쟁이들 - 아빠
- 미앤마이로봇 - 유진 / 니킬스
- 미운오리 새끼 페오
- 미스테리야 - 칸타
- 밀리는 놀라워 - 박사
- 베르사이유의 장미 - 앙드레
- 베리 배리 크리스마스 - 월터
- 변신로봇5 - 렉스
- 별난 가족 힐 - 안토니 페이지
- 별난 깜찍 수호천사 - 칩 / 찌그리
- 병뚜껑 빌 - 빌
- 부릉! 부릉! 브루미즈 - 번지 / 맥타이거
- 블랑쉬와 숲 속 친구들
- 빈이랑 와리 - 와리
- 빛의 전사 레나 - 슘데이
- 뽀롱뽀롱 뽀로로 - 뿔랄라 대왕, 상어(4기, NEW 1기, 7기~)[1], 뚜뚜를 만든 발명가, 산타(4기 한정)[2], 그 외 여러 단역
- 뽀로로 동화나라 - 제페토, 야수, 후크 선장
- 뽀롱뽀롱 구출작전 - 해적두목, 해적부하
- 빠삐에 친구
- 빨간 트랙터 통통 - 번개
- 빨강머리 앤 - 길버트
- 사랑해 클리포드 - 몽글 / 에반
- 산타마을 친구들 - 길피
- 생쥐의 세계여행 - 피트리
- 세계명작동화 - '백설공주와 일곱 난쟁이'편 / '아나스타샤'편 알렉산더 / '보물섬'편 프라이데이 / '포카혼타스'편 매, 밝은 불 / '꼬마 토끼 레지의 숲 속 탐험'편 베니 / '구두장이 한스와 요정 친구들'편 요정 커빈스 / '노아의 방주'편 여밥(개) / '헤라클레스'편 아틀라스 / '수링의 전설'편 첸 왕자 / '엄지공주'편 개구리, 갈색머리의 기사 / '걸리버 여행기'편 / '왕자와 거지'편 마일스, 말 / '타잔'편 베이지색 침팬지, 회색 침팬지 대장
- 소피는 말썽꾸러기 - 어른 장
- 수학탐험대 - 보틀러
- 숲 속 대장 룰루 - 스쿼크
- 스쿨랜드 - 진
- 스타게이트 - 에코 / 그루트 / 아아베이 / 스미
- 시간탐험대 - 리키
- 시계마을 티키톡 - 또잉키
- 신나는 과학 애니메이션 Why? - 꼼지
- 신나는 사이버 수학세상 - 버그
- 심슨 가족 (EBS) - 광대 크러스티(시즌10~12), 스네이크, 더프맨, 마이클 잭슨외 기타단역
- 아기공룡 버디 - 아빠
- 아기호랑이 호비 - 오빠 늑대
- 아이들이 사는 성 - '답게? 답게!'편 넷째머리, 마을사람2, 왕국어른6, 병사3, 병사4 / '네 잘못이 아니야'편 모르는 오빠
- 악동클럽 - 콘로이 / 스퍼츠
- 안녕! 루퍼트 - 빌
- 안녕! 오스월드 - 헨리
- 안젤리나 발레리나 - 빌리
- 야채극장 베지테일 - 밥 / 지미 / 런트
- 야호 응가네 - 응가
- 엄마 까투리 - 남생이, 땃쥐, 너구리, 염소, 가재 선장, 상어
- 엄마 찾아 삼천리 - 피에트로 로시
- 엉뚱발랄 콩순이와 친구들 - 아빠
- 엠버와 함께하는 생활안전 이야기 - 폴리
- 엔진박사 엔지벤지 - 하하 아저씨
- 엘리의 야생탐험 - 다윈
- 오스카 음악대 - 구투스
- 올란도 영웅전 - 아흐메드
- 와글와글 친구들 - 내레이션, 통통씨, 작아씨, 고집씨
- 요괴메카드 - 미스터문
- 요술공주 세리
- 요절복통 사총사 - 리암
- 요절복통 탈리스의 모험 - 멀린
- 우당탕탕 아이쿠 - 카르망
- 우리는 긴급구조대 - 마틴
- 우리는 쌍둥이 - 피트
- 우바우바 마수필라미 - 아빠
- 워드 월드 - 프로그
- 워터십 다운의 토끼들 - 호크빗 / 캠피온
- 유령성의 오싹오싹 이야기 - 캐빈
- 은하축구 챔피언 - 마이크로 아이스
- 이너레인저 - 레디볼 / 닥터맥
- 이누크 - 이누크의 아빠
- 이상한 나라의 지니 - 빈센트
- 잠의 요정 나일러스
- 접속 트윕시 - 허비 / 가종크
- 정글 북 - 카
- 정글에서 살아남기 - 마루의 어드벤처 - 타이더 /라파 박사
- 제로니모의 모험 - 벤자민 스틸턴
- 지파이터스 - 노오란
- 미니특공대 - 볼트 / 나오 슈
- 출동! 소방관 샘 - 노먼
- 출동! 슈퍼윙스 - 코보 아저씨 / 누피
- 칙칙폭폭 처깅턴 - 던바 / 알프
- 캐니멀
- 캣피시 블루스 - 에디
- 코끼리 친구 벤자민 - 걸리버
- 코끼리왕 바바 - 재피로
- 키리쿠와 마녀 - 성인 키리큐 / 삼촌
- 투모야 친구들 - 보 / HB01
- 트랜스포머 프라임 - 잭 / 클리프점퍼 / 브래이크다운 / 사일라스
- 트위니스 - 마일로
- 풍선 코끼리 발루뽀 - 허그뽀
- 피터 래빗
- 피터 팬 - 스미
- 하얀 물개 - 로니 / 소년
- 행복배달부 팻 아저씨 - 프링글
- 행복한 퍼시 아저씨
- 호기심 많은 조지 - 빌
- 호야네 집 - 앤디
- 머털도사 - 풍사
- 한국사 시간여행 - 선생님 / 선비 / 강희복 / 연산군 / 이율곡 (율곡이이) / 오회길 / 마다시 / 고니시 유키나가 / 나대용
- 플라워링 하트 - 체스
- 너티너츠 - 알몬도
- 피피루 안전특공대 - 베타
- 뚝딱맨 - 툴툴맨
- 포텐독 - 안구, 뭉개
- 토마스와 친구들 - 에드워드, 제임스, 퍼시 크랭키, 히로, 스펜서, 토팜 햇 경, 디젤, 도널드, 맥스, 빅터, 해롤드, 위프, 던컨, 빌, 해롤드, 부치, 보
- 메탈카드봇S 강철의 귀환 - 반스, 와일드가디, 글로버

### KBS 애니
- 시노스톤 - 와룡
- 내 꿈은 온에어(KBS) - 로지
- 딸기가 좋아(KBS) - 바나나
- 또봇 V(KBS) - 또봇 스피드, 콩두, 팩맨로봇, 또봇 에어하이드, 미래의 오필승
- 로봇 찌빠(KBS) - 팔팔이 아빠
- 뛰뛰빵빵 구조대(KBS) - 뛰뛰
- 드래곤 에그 (KBS) - 레이
- 메타제트(KBS)
- 버블버블 마린(KBS) - 깡통 아저씨
- 달의 신나는 우주여행(KBS)
- 스톤에이지(KBS) - 러신 박사 / 찬
- 오후의 초록가방(KBS) - 내내
- 쥐라기캅스(KBS) - 쥬키오
- 유후와 친구들(KBS) - 루디
- 출동! 유니온 킹(KBS) - 패트롤유니온
- 쿵푸공룡수호대(KBS) - 케인
- 터닝메카드 (KBS) - 피닉스, 캉시, 타이탄
  - 터닝메카드 W (KBS) - 피닉스 , 캉시, 타이탄, 프로페서 C, 하이드론, 트렘B, 뎅뎅
  - 터닝메카드 R (KBS) - 피닉스
- 파워퀀텀맨(KBS) - 파워퀀텀맨
- 헬로 카봇(KBS) - T라인, 프론
- 호기심대장 삐악이(KBS) - 짹짹이
- 애니퐁(KBS)
- 엉뚱발랄 콩순이와 친구들 (KBS ) - 아빠
- 로보텍스 (KBS ) - 프랑켄, 볼칸
- 브레드 이발소 시리즈 - 브레드(젊은 시절도 같은 성우)
- 브레드와 윌크의 세계여행 - 브레드
- 브레드와 윌크의 세계여행 Part2 - 브레드
- 좀비덤 - 할아버지 스컬 등의 단역
- 출동! 애니멀 레스큐 - 화이트
- 마카앤로니 - 알버트
- 마카앤로니 2 - 알버트
- 마카앤로니 3 - 알버트
- 마카앤로니 3 파트2 - 알버트출연중
- 테테루 - 유진 아빠
- 캐리야! 학교가자 - 콜라, 더기
- 메탈카드봇 - 반스, 와일드가디
- 바바프렌즈 - 망치, 내레이션

### 애니(타사)
- 앨빈과 슈퍼밴드 - 앨빈
- 7인의 나나 (퀴니) - 카마치카 유이치
- 가이킹 (재능TV )
- 강철의 연금술사 (애니원) - 엔비 /킴블리/쟝 하보크/마르코
- 개구쟁이 스머프 (니켈로디언) - 익살이 스머프 / 하모니
- 건담 0080 주머니 속 전쟁 OVA (애니박스) - 버니
- 건담 08MS소대 (애니박스 ) - 시로 아마다
  - 건담 08MS소대 밀러스 리포트 (애니박스) - 시로
- 건방진 천사 (퀴니) - 야스다 타스케
- 겟 백커즈 (XTM) - 아마노 긴지
- 골판지 전사 더블 (투니버스)
- 괴도 조커 (카툰네트워크 ) - 섀도우 조커
- 기동전사 건담 SEED (애니원) - 키라 야마토
- 꾸러기 닌자 토리 (재능) - 몽몽
- 꿈의 라이브 프리즘스톤 (SBS)
- 나루토 질풍전10 (투니버스) - 우즈마키 나루토
- 날아라 호빵맨 (애니맥스) - 식빵맨, 해골맨
- 내 마음은 무지 (투니버스)
- 내일은 축구왕 (애니맥스) - 강민
- 닌자 거북이 2012 (니켈로디언) - 미켈란젤로
- 닌자고 (니켈로디언) - 제이 /보그 박사/그래비스/카파우
- 닥터 슬럼프 아리 (재능) - 서태수
- 다이노코어 (SBS) - 샤벨
- 던전 앤 드래곤 (챔프) - 에릭
- 던전 앤 파이터 (챔프 ) - 라이네스 / 락스퍼
- 데스노트 (애니원) - L (류자키)
- 디가타 원정대 (애니맥스) - 키드콜
- 디지몬 프론티어 (투니버스) - 선우현
- 뚜루뚜루뚜 나롱이 (MBC)
- 라인 타운 (디즈니 채널) - 문
- 라즈베리 타임즈 (SBS) - 샌디의 아빠, 너츠
- 러브 in 러브 (애니원) - 케이
- 런닝맨 (SBS) - 롱키
- 레귤러 쇼 (카툰네트워크) - 팝스 / 머슬맨
- 레전드 블레이드킹 (재능TV) - 하기찬
- 로라와 버지니아 (니켈로디언)
- 마다가스카의 펭귄 (니켈로디언) - 모트 / 조이(캥거루)
- 마법기사 레이어스 OVA (애니박스 ) - 윈덤 / 이글 비전
- 마법소녀 위치 2기(챔프 )
- 마음의 소리: 숲 속의 생활 (애니메이션 영화) - 민식이
- 머나먼 시공 속에서 OVA 백룡의 무녀 (애니박스) - 유키타카 / 용신
- 머나먼 시공 속에서 OVA 자양화의 꿈 (애니박스) - 타카미치 / 이쿠티달
- 메탈베이블레이드 (투니버스) - 동산도령(효우마) / 게오르그 / 플루토
- 명랑 개구리 뽕키치 (재능TV) - 고대수 / 장갑봉
- 명탐정 코난 (투니버스 ) - 김준식
- 몬스터헌터 스토리즈 라이드온 (카툰네트워크) - 댄 / 지니
- 못말리는 비버형제 (재능TV) - 대게트
- 무적왕 트라이제논 (투니버스) - 루카
- 미스터맨 쇼 (카툰네트워크 ) - 꽈당 씨
- 바다탐험대 옥토넛 (디즈니채널) - 페이소
- 바쿠만 (애니박스 ) - 마시로 모리타카
- 배트맨 비욘드 (카툰네트워크 ) - 테리
- 베리베리 뮤우뮤우 (SBS) - 황민우 푸른기사 파이 딥블루
- 베리와 핑크팬더 (재능TV) - 핑크 팬더 , 알포, 스피드킹, 쿵카, 레퉁, 마돈, 태클, 마크
- 베리와 아카메 VS 프라이미벌 2 (카툰네트워크) - 핑크 팬더
- 벤10 옴니버스 (카툰네트워크) - 케빈
- 부릉부릉 친구들 (재능TV) - 교수
- 사무라이 참프루 (투니버스) - 유키마루
- 샤먼킹 (애니원 ) - 호로호로
- 세이버 마리오넷 R (애니맥스) - 주니어
- 세이버 마리오넷 J (애니맥스) - 마미야 오타루
  - 세이버 마리오넷 J to X (애니맥스) - 마미야 오타루
  - 세이버 마리오넷 J Again (애니맥스) - 마미야 오타루
- 세토의 신부 (투니버스) - 미치시오 나가스미
- 소년 음양사 (애니맥스) - 스자쿠 / 아베노 나리치카 / 후지와라노 토시츠구 / 타이조
- 소닉 X (재능TV) - 소닉 더 헤지혹
- 수왕성 (애니맥스) - 성인 토르
- 슈팅 바쿠간 (투니버스) - 타이그리스
- 슈팅 바쿠간 BG (투니버스) - 브루스 / 커트
- 스즈미야 하루히의 우울 (애니맥스 ) - 쿈
- 스쿨럼블 (애니원 ) - 이마도리 쿄스케
  - 스쿨럼블 OVA 1학기 보충수업 (애니원) - 이마도리 쿄스케 / 요시다야마 지로 / 스가 류헤이 / 남자1
- 스타워즈 - 요다의 비밀이야기 (투니버스) - 쓰리피오
- 심술고양이 가필드 (재능TV) - 가필드
- 싱싱초밥단 코부시 (투니버스) - 쌔비
- 썬더일레븐 (재능TV) - 손도진 / 구재호 / 차기환 / 황우레 / 에드거 발티너스 / 사류에반 / 마지원
- 썬더캣츠 (카툰네트워크) - 엠릭
- 아기공룡 둘리 (SBS ) - 또치를 쫓는 남자
- 아바타 - 아앙의 전설 (투니버스) - 소카
- 아이엠 몽니 (SBS) - 바
- 아프리카 마법여행 (EBS) - 아빠 / 사막고양이
- 언제나 나의 산타 (애니박스) - 산타
- 엘리엇 키드 (투니버스) - 레온
- 엘하자드 OVA (애니박스) - 미즈하라 마코토
  - 엘하자드 OVA2 (애니박스) - 미즈하라 마코토
- 엽기인걸 스나코 (애니박스) - 란마루
- 오! 나의 여신님 (애니맥스) - 모리사토 케이이치
- 오! 나의 여신님 ~싸움의 날개~ (애니맥스 ) - 모리사토 케이이치
- 오란고교 사교클럽 (투니버스) - 히타치인 히카루
- 오예!카툰 (재능TV)
- 세사미 스트리트 (재능TV) - 엘모
- 신비아파트 고스트볼 ZERO (투니버스) - 블록마스터 M / 민우
- 우당탕 무술학교 (재능TV) - 아티 / 하푸
- 우당탕탕 두디두디 ([[MBC 무비스] ) - 몽치
- 우리들이 있었다 (챔프) - 야노
- 우주소년 아톰 (SBS) - 황보 / 지로 / 둥보 / 브렌든
- 원피스 - 완제(투니버스), 상지(대원방송 18~19기,투니판은 박성태, 전반부는 김일,18기 초반에선 김영선)
- 위험최강 단거 할아버지 (재능TV) - 교장
- 유령,빌리! (디즈니 채널) - 빌리 조 코브라/빌리
- 유희왕 듀얼몬스터즈 (챔프) - 유희
- 육가네 6쌍둥이 (카툰네트워크) - 홍쌈바
- 음양대전기 (투니버스) - 야쿠모
- 이누야샤 (애니원) - 코우가
- 전설의 총사 아스타 (재능TV) - 란다조 / 페르난드 / 사르탄
- 접지전사 (SBS ) - 헤이랑 로우 / 헤이랑 제제 / 안토니A / 왕교수 / 주대인
- 짱구는 못말려 극장판: 핸더랜드의 대모험 (챔프) - 스노우맨 / 왕자
- 짱구는 못말려 극장판: 태풍을 부르는 노래하는 엉덩이 폭탄! (챔프) - 민호
- 쥐라기캅스(MBC) - 쥬피노, 쥬피노캅스, 퍼펙트 쥬피노캅스
- 창작 애니메이션 스페셜 (SBS) - 로봇
- 천사가 될 거야 (애니원) - 유스케
- 천지무용 한 여름밤의 이브 (애니박스) - 텐치
  - 천지무용 in LOVE (애니박스) - 텐치
    - 천지무용 in LOVE2 (애니박스) - 텐치

  - 천지무용 양황귀 OVA (애니박스) - 텐치
- 철인버디 (애니맥스 ) - 센카와 츠토무
- 쵸비츠 (애니원 ) - 신보
- 출동! 레스큐포스 (재능TV) - 카이(R2)
- 츠바사 크로니클 (투니버스) - 샤오랑
- 치로와 친구들 (챔프  - 울랄라
- 코라의 전설 (니켈로디언) - 소카, 톤락, 부미, 어린시절의 노아탁
- 코바토 (애니맥스 )
- 쾌걸롱맨 나롱이 (MBC )
- 쿵푸팬더 전설의 마스터 (니켈로디언) - 포
- 크게 휘두르며 (애니맥스) - 타지마 유이치로
- 크로스파이트 비드맨 (투니버스) - 채공명 / 스콜피온 / 정주니
- 크르노 크루세이드 (투니버스) - 크르노
- 키마의 전설 (카툰네트워크) - 런크 / 플로바
- 캐치! 티니핑 - 아자핑, 카일, 이든
- 탈옥의 달인 (재능TV)
- 탐험 드리랜드 (투니버스) - 디아가
- 탐정학원 Q (투니버스 ) - 마사시
- 택틱스 (애니맥스) - 스기노
- 터닝메카드 3기 (미정) - 피닉스 , 캉시, 타이탄(젤로시아 박사의 테이머), 프로페서 C, 하이드론, 트렘B, 뎅뎅
- 토리코 (카툰네트워크) - 펜
- 톰과 제리 (카툰네트워크 ) - 톰
- 톰과 제리 슈퍼레이스 (카툰네트워크) - 고르잔 / 닥터.프로페서
- 티미의 못말리는 수호천사 (니켈로디언) - 코스모 / 안티코스모
- 파닥파닥 비행선 (SBS) - 윌리엄
- 파워배틀 와치카 (MBC) - 지노
- 파워스톤 (애니맥스) - 잭
- 파이 브레인 - 신의 퍼즐 (재능TV) - 루크
- 퍼피 구조대 (니켈로디언) - 러블
- 포켓몬스터 XY (투니버스) - 알랭
- 포켓몬스터 W (투니버스) - 알랭
- 포켓몬스터 THE ORIGIN - 그린
- 풀 메탈 패닉 후못후 (투니버스) - 휴우가 마사타미
- 플레이볼 (애니맥스) - 한인성
- 플리즈 티쳐 (애니박스) - 쿠사나기 케이
- 학원 베이비시터즈 (대원방송) - 카시마 류이치
- 헌터X헌터 (애니원) - 미르키
- 헌터X헌터 리메이크 (애니맥스) - 포클
- 헌티드 정션 (투니버스 ) - 류도 카즈미
- 헬로 카봇 유니버스 (SBS) - 피닉스
- 헬로 카봇 리턴즈 (SBS) - 프론 X
- 홍길동 어드벤처 - 홍길동
- 히어로 팩토리 (니켈로디언) - 써지
- A.T.O.M (챔프)
- BLOOD+ (애니맥스) - 미야구스쿠 카이
- xxx HOLIC (애니박스) - 와타누기
  - xxx HOLIC2 (애니박스) - 와타누키
- 출동! 포돌이가 간다 (SBS) - 포돌이
- 바다탐험대 옥토넛  (디즈니 주니어) - 페이소
- 청개구리-지구온난화 - 키즈현대 환경동화 (현대자동차) - 아들
- 외계돼지 피피(투니버스) - 부
- 유미의 세포들(TVING, tvN) - 웅이의 이성세포, 유미의 수리세포, 히스테리우스
- 크리켓팡 시즌 2 (MBC)
- 토킹톰 히어로즈:별안간 슈퍼파워 - 톰

### 영화 애니 더빙
- 가필드-마법의 샘물 - 가필드 한국어 더빙 역
- 고양이의 보은 - 룬 왕자 한국어 더빙 역
- 바람의 검심 추억편 - 히무라 켄신 한국어 더빙 역
- 바람의 검심 성상편 - 묘진 야히코 한국어 더빙 역
- 보스 베이비 2 - 팀 템플턴 한국어 더빙 역
- 슈렉 포에버 - 진저브레드
- 앵그리버드 더 무비 - 레오나드
- 앵그리 버드 2: 독수리 왕국의 침공 - 레오나드
- 엘라의 모험 2: 백설공주 길들이기(KBS) - 맘보 한국어 더빙 역
- 쿵푸 팬더 - 포 한국어 더빙 역
- 쿵푸 팬더 2 - 포 한국어 더빙 역
- 쿵푸팬더 4 - 포 한국어 더빙 역
- 폭풍우 치는 밤에 - 메이 한국어 더빙 역
- 하늘에서 음식이 내린다면 - 플린트 록우드 한국어 더빙 역
- 하울의 움직이는 성 - 캘시퍼 한국어 더빙 역
- 스피릿 - 작은 시내 한국어 더빙 역
- 마루 밑 아리에티 - 쇼 한국어 더빙 역
- 춤추는 꿈틀이 밴드 - 배리 한국어 더빙 역
- 홍길동2084 - 홍의장 역
- 메탈베이블레이드 - 동산도령 역
- 프렌즈 : 몬스터 섬의 비밀 - 군조 역
- 오! 나의 여신님 극장판 - 모리사토 케이이치 역
- 강철의 연금술사 극장판 - 엔비 / 장 하보크 역
- 머나먼 시공 속에서 - 무일야 - 타카미치 역
- xxx HOLIC 극장판 - 한 여름의 꿈 - 와타누키 역
- 배트맨 : 조커의 귀환 - 배트맨(테리 맥기니스) 역
- 닥터 슬럼프 극장판 - 펭귄 마을은 언제나 맑음 - 서태수 / 파고스 역
- 닥터 슬럼프 극장판 - 응짜! 사랑을 담아, 펭귄마을 올림 - 서태수 / 파고스 / 남자2 역
- 소중한 날의 꿈 - 철수 삼촌 역
- 레전드 오브 래빗 - 투 역
- 마당을 나온 암탉(SBS) - 수탉 / 칼날 / 깐죽이(박쥐)[3] 역
- 마법 천자문: 대마왕의 부활을 막아라(SBS) - 여의필 / 부하 원숭이 역
- 늑대아이 - 소헤이 역
- 극장판 콩순이: 장난감나라 대모험 - 아빠 / 티라노 / 뚝이
- 뽀로로 극장판 슈퍼썰매 대모험 - 토토 역
- 뽀로로 극장판 공룡섬 대모험 - 미스터 와이 역
- 뽀로로 극장판 드래곤캐슬 대모험 - 아서 드래곤 역
- 뽀로로 극장판 바닷속 대모험 - 불독 단원 / 상어 역
- 부도리의 꿈 : 구스코 부도리 전기 - 부도리 역
- 명탐정 코난 극장판 - 은빛날개의 마술사 - 우상하 역
- 새미의 어드벤처 2 - 짐보 역
- 해양경찰 마르코 - 카를로 역
- 쿵후팬더: 영웅의 탄생 - 진바오 역
- 꼬마영웅 경찰차 프로디 - 도티 역
- 링스 어드벤처 - 홀쭉이 부하 역
- 부그와 엘리엇 2 - 엘리엇 역
- 슈퍼배드 - 벡터 역
- 슈퍼배드 2 - 프로이드 역
- 미니언즈 - 윌터 넬슨
- 꼬마마녀 요요와 네네 - 켄 / 나무 할아버지 역
- 생각보다 맑은 - 두식 역
- 하늘에서 음식이 내린다면 2 - 플린트 록우드 한국어 더빙 역
- 쿵푸 팬더 3 - 포 한국어 더빙 역
- 극장판 유희왕 더 다크 사이드 오브 디멘션즈- 유희 역
- 바다 탐험대 옥토넛 시즌 4: 빙하탐험선S - 페이소/트래커 역
  - 극장판 바다 탐험대 옥토넛: 불의 고리 대폭발 - 페이소 역
  - 극장판 바다 탐험대 옥토넛: 육지수호 대작전 - 페이소 역
  - 바다 탐험대 옥토넛: 탐험선 대작전 - 페이소 역
  - 바다 탐험대 옥토넛 어보브 앤 비욘드: 극지방 대작전 - 페이소, 트래커 역
- 마이펫의 이중생활 - 맥스 역
- 마이펫의 이중생활 2 - 맥스 역
- 파워배틀 와치카 미니카 배틀리그: 불꽃의 질주 - 지노 역
- 토마스와 친구들: 잃어버린 왕관 - 퍼시 역
- 극장판 토마스와 친구들: 디젤 기관차들의 반란 - 퍼시 역
- 바다 탐험대 옥토넛 시즌 4: 바다 괴물 대소동 - 페이소 역
- 트롤 - 크리스틀 왕 역
- 모아나 - 마을 사람
- 가디언의 전설 - 소렌 (짐 스터게스) 역
- 미니특공대X - 볼트 역
- 폴라 익스프레스(SBS) - 잘난 척하는 아이
- 주먹왕 랄프 2: 인터넷 속으로 - 소닉
- 헬로 카봇 극장판
  - 극장판 헬로 카봇: 백악기 시대 - T라인
  - 극장판 헬로 카봇: 옴파로스 섬의 비밀 - T라인
  - 극장판 헬로 카봇: 달나라를 구해줘! - 놀란 토끼 눈
- 스파이더맨: 뉴 유니버스 - 모랄레스 / 스파이더맨
- 극장판 뽀잉: 슈퍼 변신의 비밀 - 하이에나 박사
- 점박이 한반도의 공룡 2: 새로운 낙원
- 극장판 공룡메카드: 타이니소어의 섬 - 티라노
- 별의 정원 - 히드라
- 극장판 샤이닝스타: 새로운 루나퀸의 탄생! - 세바스찬/진/루나퀸 MC
- 프린스 코기 - 잭
- 눈의 여왕 4 - 올름
- 극장판 미니특공대: 공룡왕 디노 - 볼트/디노
- 퍼피 구조대 더 무비 - 러블
- 퍼피 구조대: 더 마이티 무비 - 러블
- 굴뚝마을의 푸펠 - 푸펠
- 배드 가이즈 - 스네이크
- 쥬라기캅스 극장판: 공룡시대 대모험 - 가이아
- 쥬라기캅스 극장판: 전설의 고대생물을 찾아라 - 쥬피노, 슈퍼쥬키오
- 장화신은 고양이: 끝내주는 모험 - 피노키오, 진저브레드, 양심 벌레
- 캐리의 슈퍼콜라 - 콜라
- 더 퍼스트 슬램덩크 - 송태섭
- 런닝맨: 리벤져스 - 롱키
- 도티와 영원의 탑 - 파파라쿤
- 사랑의 하츄핑 - 버스정류장아저씨, 꽁꽁핑

### 영화 더빙
- 겟 오버 잇(SBS) - 필릭스 우즈 (콜린 행크스) 역
- 꿈의 질주(EBS) - 토드 역
- 나인 야드 2(SBS) - 오즈 (매튜 페리) 역
- 늑대소녀 살라(EBS) - 벨로 (토피오 마린) 역
- 데이비드를 찾아서(EBS) - 샘 와이즈 (리키 울만) 역
- 동물 구조대 사바나 원정기(EBS) - 무스 (욘 카르트 하우스) 역
- 닥터 두리틀 - 플림턴(타조)
- 드림캐쳐(SBS) - 불량배 (라이언 데보어)
- 딥 임팩트(SBS) - 파텐자 (존 패브로) 역
- 레슬링 소년 제이스(EBS)
- 레이싱 스트라이프스(SBS) - 스트라이프스 (프랭키 무니즈) 역
- 리틀 니키(SBS) - 토드 (엘런 코버트) 역
- 마디타와 리사벳(EBS) - 아베 (세바스티안 하칸손) 역
- 마법의 나무(EBS)
- 마법의 동전(EBS) - 래리 (팀 레이드) 역
- 말괄량이 삐삐(EBS)
- 미녀 삼총사 2(SBS) - 맥스 (샤이아 러버프) 역
- 미스틱 리버(SBS) - 존(앤드류 맥킨) / 피터(조너선 토고) / 경찰 무전
- 반지의 제왕 3(SBS) - 피핀 (빌리 보이드) 역
- 배트맨 비긴즈(SBS) - 핀치 (래리 홀든) 역
- 빅 히트(SBS)
- 빨간 머리 앤(영어판)(EBS) - 길버트 (조너선 크롬비) 역
- 사랑도 통역이 되나요?(SBS) - 존 (조반니 리비시) 역
- 소년 탐정단 - 해골 섬의 비밀을 찾아서(EBS) - 피트 (닉 프라이스) 역
- 수퍼 소닉 - 소닉 (벤 슈워츠) 역
- 수퍼 소닉 2 - 소닉 (벤 슈워츠) 역
- 수퍼 소닉 3 - 소닉 (벤 슈워츠) 역
- 슈가&스파이스(SBS) - 잭 (제임스 마즈든) 역
- 스쿠비 두 2(SBS) - 패트릭 (세스 그린) 역
- 신데렐라 - 왕자(리처드 매든)
- 아름다운 세상을 위하여(SBS)
- 애널라이즈 댓(SBS) - 감독(론 레이날디) / 죄수(브라이언 로갈스키)
- 어벤져스 - 로키(톰 히들스턴)
- 어벤져스: 인피니티 워 - 로키(톰 히들스턴)
- 어썰트 13(SBS) - 벡(존 레귀자모) / 레이(펄비오 세세르)
- 오보소도(SBS) - 가르가니 / 13살 피에로 (맬컴 룬기) 외
- 오션스 트웰브(SBS)
- 우주 전쟁(SBS) - 로비 페리어 (저스틴 채트윈) 역
- 원스 어폰 어 타임 인 멕시코(SBS) - 빌리 (미키 루크) 역
- 이브는 대단해(EBS) - 리치 (가윈 샌퍼드) 역
- 이터널 선샤인(SBS) - 패트릭 (일라이저 우드) 역 / 롭(데이비드 크로스)
- 잔 다르크(SBS) - 올롱 (데즈먼드 해링턴) 역
- 쥬만지(EBS) - 칼 벤틀리(데이비드 앨런 그리어) / 밴 펠트(조나단 하이드) / 불량배(게리 조셉 쏘럽)
- 진주만(SBS) - 빌리 (윌리엄 리 스콧) 역 / 키멀의 보좌관(래피얼 스바지) / 취사병(가이 토리)
- 칼라의 소망(EBS) - 라이프 (니콜라지 코페르니쿠스) 역
- 컨피던스(SBS) - 고도 (폴 지어마티) 역
- 케이 팩스(SBS) - 어니 (솔 윌리엄스) 역 / 마이클(애런 폴)
- 크림슨 타이드(SBS) - 리베티 (대니 누치) 역
- 탑 건(SBS) - 할리웃 (윕 허블리) / 쿠거 (존 스톡웰) 역
- 토르: 라그나로크 - 로키(톰 히들스턴)
- 투 터프 가이즈(SBS) - 알렉스 (조디 비치즈) 역
- 트랜스포머 2(KBS) - 윌스 / 콜랜 (레인 윌슨) 역
- 파르나서스 박사의 상상극장(KBS) - 퍼시 (번트 로이어) 역
- 패딩턴 2 - 패딩턴 역
- 패트리어트: 늪 속의 여우(SBS) - 토마스 마틴 (그레고리 스미스) / 오캄 (제이 앨런 존스) 역
- 퍼펙트 스트레인저(SBS) - 빌(조엘 토벡)
- 페이스 오프(SBS) - 폴룩스 (알렉산드로 니볼라) 역
- 벤10: 과거로의 질주(카툰네트워크) - 파이어 역
- 벤10: 에일리언 스웜(카툰네트워크) - 케빈 (네이선 키즈) 역
- 개구쟁이 스머프 - 조한 (닐 패트릭 해리스) 역
- 개구쟁이 스머프2 - 조한 (닐 패트릭 해리스) 역
- 꼬마돼지 베이브(EBS) - 퍼디난드 (대니 만) 역
- 템플 기사단의 잃어버린 보물(EBS) - 니스 (크리스천 헬드보 와인버그) 역
- 나 그리고 나(EBS) - 윌리엄 (앤드류 로렌스) 역
- 엘로이즈 크리스마스 대소동(EBS) - 브룩스 (릭 로버츠) 역
- 조니 카파할라, 눈 위의 서퍼(EBS) - 아빠 (유지 오쿠모토) 역
- 브리트니의 일상탈출(EBS) - 조던 (타란 킬람) / 쿠퍼 (패트릭 스토그너) 역
- 고래의 노래(EBS) - 보 (케온 영)
- 달려라, 타이코(EBS) - 에디 (밋첼 무소)
- 2번 레인의 기적(EBS) - 세스 (패트릭 리바이스)
- 우정의 스트라이크(EBS) - 토드 (로버트 리처드)
- 마우스의 슬램덩크(EBS) - 제이슨 (주립명)
- 우주소녀 제논(EBS) - 오라이언 (톰 라이트)
- 토르: 라그나로크 - 로키(톰 히들스턴)
- 톰과 제리 - 캐머론(조던 볼거)
- 뮬란 - 링(황곡열)

### 해외 드라마 더빙
- 네버엔딩 스토리(EBS) - 타터스 / 모를라 역
- 로저의 단짝친구들(EBS) - 아빠 역
- 사랑의 마을 에버우드(EBS) - 브라이트 에보트 (크리스 프랫) 역
- 이소룡 전기(SBS) - 아림 역
- 철완탐정 로보타크(재능TV) - 다크로우 / 양만득 역
- 크리스마스 살인(EBS) - 뽈 / 에밀 랑피옹 역
- 테일러는 12살(EBS) - 헥터 역
- 프리즌 브레이크(SBS) - 트위너 (레인 개리슨) 역
- 히어로즈(SBS) - 안도 마사하시 (제임스 기선 리) / 클로드(크리스토퍼 에클리스턴) / 라일 베넷(랜들 벤틀리) 역
- 로키 - 로키(톰 히들스턴)

### 외주제작 드라마 더빙
- 파워레인저 매직포스(재능TV) - 스모키 / 개스통 / 테츠야 / 크로노젤 / 슬레이프닐 / 선수3 / 베르단 / 시치쥬로 / 예이티 즈이 / 타이탄
- 파워레인저 엔진포스(애니원) - 죠/엔진 그린
- 파워레인저 다이노소울 - 리드/소울 레드
- 가면라이더 가부토(애니원) - 가가미 아라타/가면라이더 가타크
- 가면라이더 디케이드(애니원) - 아라타/가면라이더 가타크
- 가면라이더 더블(애니원) - 박태상/가면라이더 더블
- 엑스가리온(투니버스) - 가온(이일준)/발키리 전사
- 울트라맨 지드(재능TV) - 리쿠(하마다 타츠오미)/울트라맨 지드

### 게임 더빙
- 구운몽~어느 소녀의 사랑이야기~ - 경원
- 그랜드체이스,  그랜드체이스 for kakao - 지크하트
- 킹덤 언더 파이어: 서클 오브 둠 - 큐리언
- 킹덤 언더 파이어 2 - 글렌
- 헤일로 3: ODST - 벅
- 철권 5 - 화랑/백두산
- 철권 5 다크 리저렉션 - 화랑/백두산
- 철권 6 - 화랑/백두산
- 철권 태그 토너먼트 2 - 화랑/백두산
- 철권 7 - 화랑
- 철권 8 - 화랑
- 테일즈 오브 데스티니 2 - 카일 듀나미스
- 사이킥 포스 2012 - 마이트
- 어이쿠! 왕자님 - 로에
- 판타스틱 포츈 - 가젤 터너
- S4리그 - 남자 캐릭터
- 마그나카르타 (비디오 게임) PlayStation판 - 아세스
- 스타 프로젝트 온라인 - 세바스티안 레온 폰 발렌시아
- 천년의 신화 - 도림, 관창 외 다수
- 007 제임스 본드: 퀀텀 오브 솔러스 - 미첼, 라디오 리포터, 용병 등
- 메이플스토리 - 듀얼블레이드,메카닉,남성카데나,mr.해저드
- 메이플스토리2 남자캐릭터
- 천지의 문 - 에이겐
- 로스트 오딧세이 - 톨탄
- 디아블로3 - 남자 마법사
- 반지의 제왕 - 어둠의 제국 앙그마르 - 레골라스
- 발로란트 - 소바
- 레이튼 미스터리 저니: 일곱 대부호의 음모 - 셜로
- 리그 오브 레전드 - 가렌, 람머스, 야스오, 브랜드
- 회색도시 - 신호진, 권현석
- 도타2 - 바이퍼
- 재배소년 - 고등학생 달래, 신입 창후
- 사이퍼즈 - 멜빈 리히터
- 진 삼국무쌍 2 - 태사자
- 사이버펑크 2077 - 지기Q, 제시, 황보동건
- 삼국블레이드 - 제갈량
- 스타크래프트 - 자스
- 애니팡 맞고 - 몽이
- 하스스톤 - 사제 안두인 린
- 러브앤프로듀서 - 백기
- 애프터라이프 - 키르
- 마피아42 - 도둑, 건달
- 쿠키런: 킹덤 - 감초맛 쿠키, 사회자맛 쿠키
- 콜 오브 듀티: 뱅가드 - 루카스 릭스
- Apex 레전드 - 크립토

### 방송
- UCC 과학탐험대(SBS)
- 내 친구들의 세상(MBC)
- 최고의 요리비결(EBS)
- 생방송 세상의 아침(KBS)
- 바나나를 탄 끼끼 (EBS)
- 방귀대장 뿡뿡이  (EBS)
- 과학의 눈(EBS)
- TV특종 놀라운 세상(MBC)
- 봉구야 말해줘 (EBS)
- 튼튼 쑥쑥 얄라차 (EBS)
- 그림을 그려요 (EBS)
- 토닥토닥 마음아 (EBS) - 그냥이
- 봉구야 말해줘 2 (EBS) - 성우, 동요노래
- 생방송 톡톡 보니하니 (EBS)
- 다큐 로그인 - 아일랜드 섀넌 강의 사계절 (EBS)
- 블리피 (유튜브)
- 마크 로버 동영상 (유튜브)

### 웹투니메이션
- 혈관고(니켈로디언) - B형
- 와라! 편의점(투니버스)

### 라디오
- EBS 라디오 김삿갓의 영어 방랑기- 김삿갓

### 노래
- 서투른 사랑 - 쵸비츠(대원방송(애니원, 챔프), 윤미나 성우와 함께 부른곡)
- 꼬마생쥐 메이지(EBS), 오세홍, 전태열 성우와 함께 부른곡)
- 꿈의 라이브 프리즘 스톤 신도하 <Pride>
- 봉구야 말해줘 2 (EBS) - 동요노래

### CM
- LG Telecom
- 신한 LOVE카드
- HP 파빌리온 DV6626 DX 노트북PC
- SKY HUSH 소음편
- 콘프로스트
- 레고
- 메리츠 화재
- 블레이징 틴스
- 현대 아이오닉
- EBS 교육방송 유아비디오

## 같이 보기
- 한국교육방송공사
- EBS